# 압둘 할림
압둘 할림(Abdul Halim, 1927년 11월 28일 ~ 2017년 9월 11일)은 말레이시아의 아공(국왕)이었으며, 본명은 투앙쿠 압둘 할림 무아드잠 샤흐 이브니 술탄 바들리샤(Tuanku Abdul Halim Mu'adzam Shah ibni Sultan Badlishah)이다. 그는 2011년 말에 5년 임기의 새 아공으로 추대되었으며, 1970년 ~ 1975년에도 아공직을 맡은 바 있다. 그는 크다 술탄국에서 임명되었다.